# Odbitka na papierze solnym

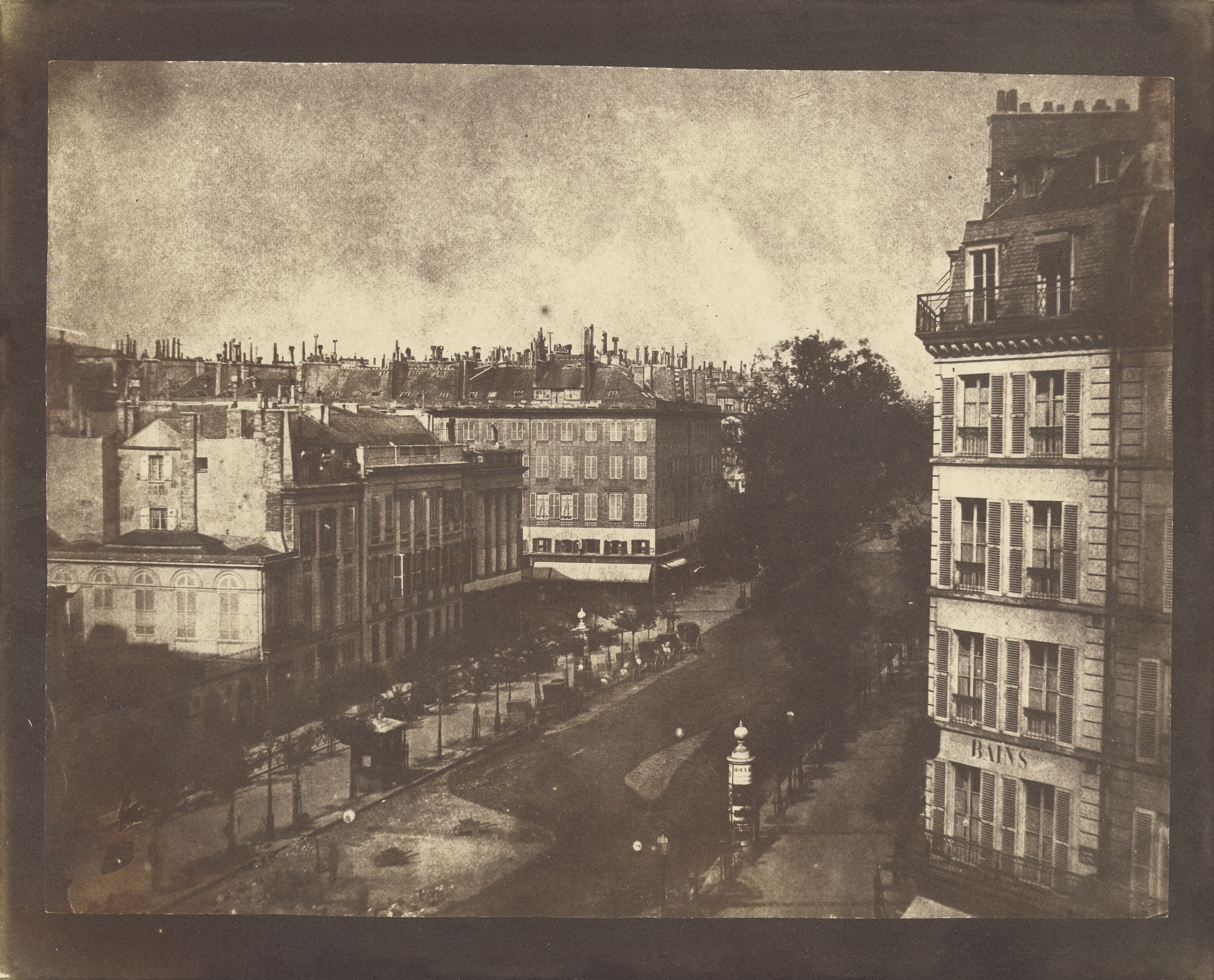
William Henry Fox Talbot, Widok bulwarów paryskich, odbitka na papierze solnym, 1843

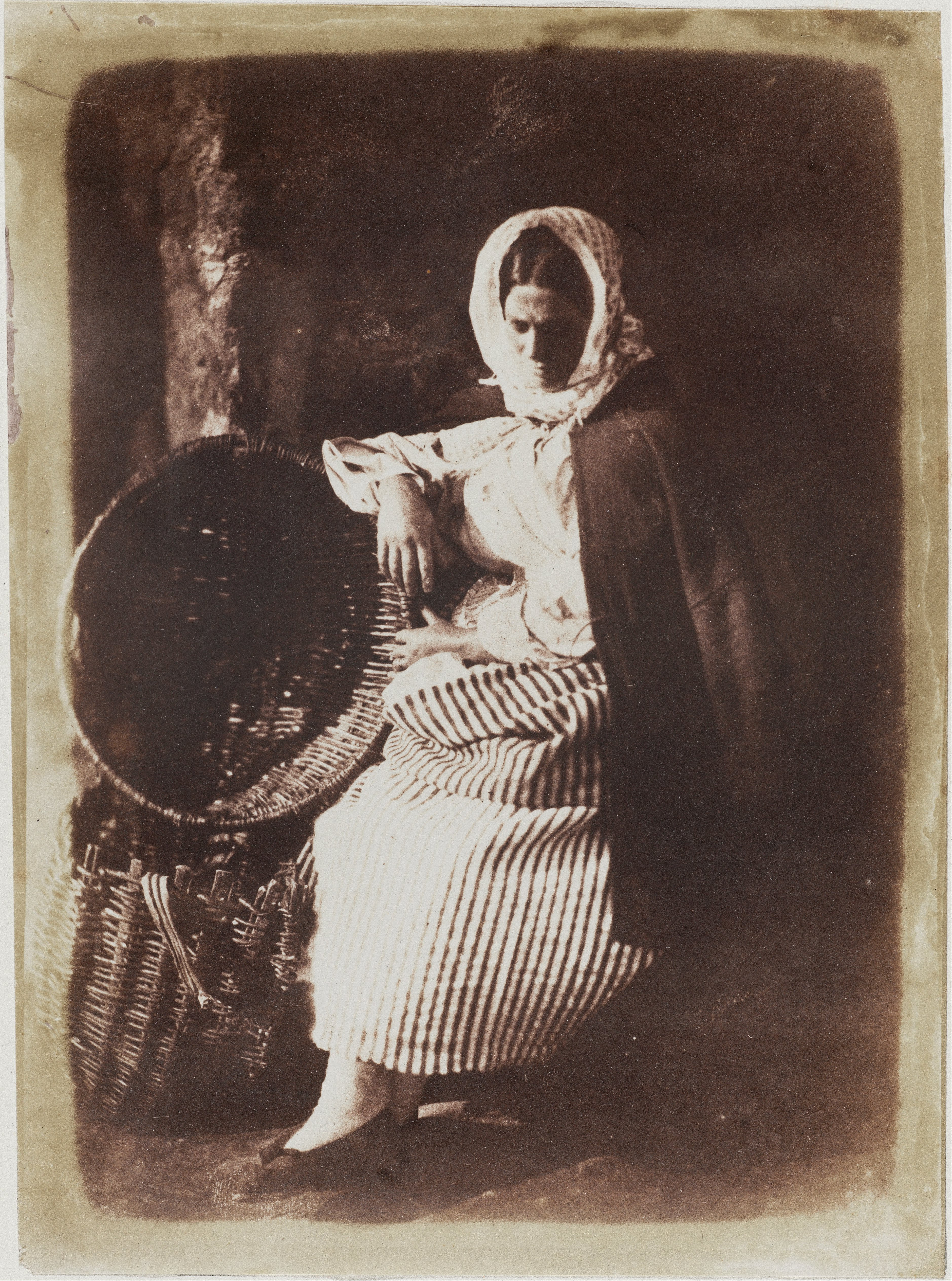
David Octavius Hill, Robert Adamson, Elizabeth Johnstone, odbitka na papierze solnym z negatywu kalotypowego, 1843-1848

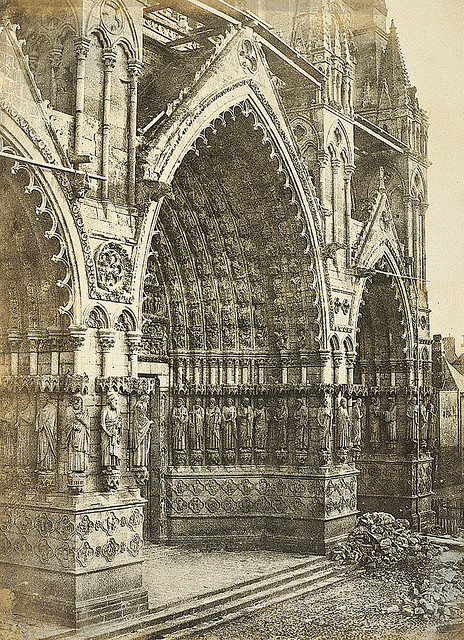
Henri Le Secq, Katedra Notre-Dame w Amiens, odbitka na papierze solnym z negatywu na papierze woskowanym, ok. 1852

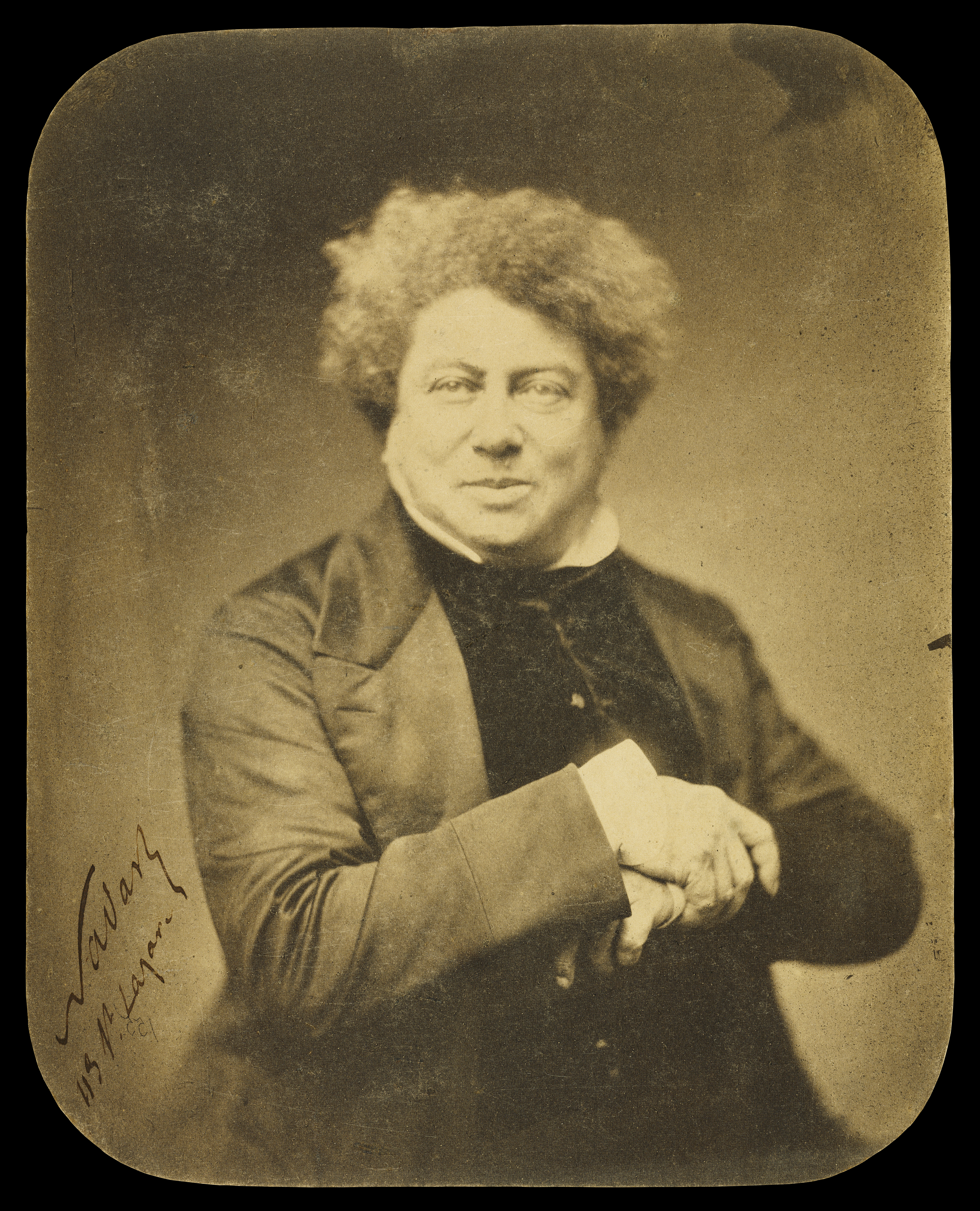
Nadar, Alexander Dumas (ojciec), odbitka na papierze solnym, 1855

Odbitka na papierze solnym – pozytyw fotograficzny wykonany na papierze nasączonym roztworem soli kuchennej, a następnie uczulonym azotanem srebra. Odbitki takie wykonywano stykowo z negatywów papierowych (zwłaszcza kalotypowych) i szklanych, a naświetlanie odbywało się pod wpływem światła słonecznego. W latach 40.  i w mniejszym stopniu w 50. XIX wieku papier solny był podstawową techniką, w której otrzymywano pozytywowe obrazy fotograficzne. Ok. 1853 roku zaczął być wypierany przez papier albuminowy, który z końcem dekady stał się dominującą techniką pozytywową.

## Historia
Za wynalazcę fotografii na papierze powszechnie uważany jest William Fox Talbot, jakkolwiek podobne pomysły i eksperymenty pojawiały się już wcześniej w badaniach innych uczonych. Talbot pierwsze próby podjął w 1834 roku. Na papierze nasączonym solą kuchenna i pokrytym azotanem srebra kładł różne przedmioty, które – po wystawieniu papieru na słońce – tworzyły na papierze jasne odbicia, podczas gdy pozostałe partie stawały się ciemne. Obrazy te nazwał fotogenicznym rysowaniem (photogenic drawing). Później eksperymentował z utrwalaniem widoków za pomocą camera obscura, wykonując w 1835 roku najstarsze znane dziś zdjęcie na papierze – negatywowy obraz okna w Lacock Abbey. 
Ogłoszenie w 1839 roku we Francji dagerotypii skłoniło Talbota do dalszych prac nad jego wynalazkiem. Metoda Talbota oparta była na innej zasadzie, niż dagerotypia. O ile bowiem dagerotyp był pojedynczym obrazem na metalowej płytce, o tyle technika Talbota polegała na wykonywaniu negatywu na papierze, z którego można było następnie otrzymać wiele papierowych odbitek. Technikę otrzymywania negatywu opatentował w 1841 roku pod nazwą kalotypii (jest ona nazywana od nazwiska wynalazcy także talbotypią). Odbitki wykonywał na papierze solnym, czyli de facto w tej samej technice, którą wykorzystywał już wcześniej, wykonując fotograficzne rysowanie, jednak termin papieru solnego odnosi się tylko do odbitek wykonanych z negatywu. Gdy na papier solny kładzie się przedmiot w celu wykonania jego odbicia, mowa jest o fotogenicznym rysowaniu. 
W XX wieku nazw tych zaczęto używać w szerszym znaczeniu, obejmując nimi obrazy pozytywowe z papierowych negatywów, jednak w ścisłym znaczeniu kalotypia (talbotypia) odnosi się wyłącznie do negatywowej techniki opracowanej przez Talbota, a nie do odbitek. Natomiast pojęcie salt print (odbitka na papierze solnym) wprowadził w 1855 r. Thomas Frederick Hardwich.
Ani kalotypia, ani papier solny nie były najważniejszymi wówczas technikami fotograficznymi w ogóle, gdyż do początku lat 50. XIX wieku – tj. do wprowadzenia techniki mokrego kolodionu – dominowała dagerotypia. Odbitki na papierze solnym charakteryzowały się bardziej miękkim („impresjonistycznym”) i mniej ostrym obrazem niż dagerotypy czy odbitki albuminowe. 
Ponowne zainteresowanie – choć w bardzo ograniczonym zakresie – papierem solnym pojawiło się w okresie 1895-1912, a także w drugiej połowie XX wieku na fali zainteresowania historycznymi technikami fotograficznymi.

## Wykonanie odbitki
Przygotowanie papieru solnego składa się z dwóch etapów. Najpierw arkusz dobrej jakości papieru umieszczany jest w kilkuprocentowym roztworze soli kuchennej (chlorku sodu), a po wysuszeniu poddawany jest uczuleniu. W tym celu pokrywa się go ok. 15-20–procentowym roztworem azotanu srebra, w wyniku czego na powierzchni papieru powstaje warstwa światłoczułego chlorku srebra. Po wysuszeniu papier jest gotowy do naświetlania. 
Naświetlanie odbywa się stykowo (tzn. poprzez bezpośrednie zetknięcie uczulonego papieru z negatywem), pod wpływem naturalnego światła, bez użycia wywoływacza. W XIX wieku odbitki na papierze solnym wykonywano z negatywów papierowych: kalotypowych i na papierze solnym oraz z negatywów szklanych: albuminowych i kolodionowych. Po naświetleniu odbitka jest utrwalana w tiosiarczanie sodu, często także jest tonowana złotem. Na koniec jest płukana w wodzie i suszona.